# Barca (Sòria)
Barca és un municipi espanyol ubicat a la província de Sòria, dins la comunitat autònoma de Castella i Lleó.